# Ларрасабальская речь
Ларрасабальская речь (исп. Discurso de Larrazabal) — выступление баскского националиста Сабино Араны 3 июня 1893 года, ставшее одним из основополагающих событий баскского национализма.

## Предыстория
В ноябре 1892 года Сабино Арана опубликовал брошюру «Бискайя за свою независимость» (исп. Bizkaya por su independencia), в которой он продвигал идеи баскского национализма и отделения от Испании, проводя религиозные аналогии. Этой публикацией, неизвестный на тот момент, молодой националист Арана вызвал интерес к своей персоне со стороны атеистически настроенных басков.

## Выступление
3 июня 1893 года Ассоциацией басков города Бильбао был устроен банкет в Бегонье — одном из пригородов Бильбао. Местом проведения мероприятия был выбран фермерский дом Ларрасабаля, который во время Второй карлистской войны служил партизанам карлистских взглядов укрытием от обстрелов артиллерии либеральных сил. На этот банкет организаторы пригласили Сабино Арану, для того чтобы лично услышать некоторые разъяснения по поводу написанной им брошюры. Помимо братьев Арана, в тот вечер на ужине присутствовали около двадцати человек, среди которых были бизнесмен и политик Рамон де ла Сота и известный врач Энрике Арелиса, придерживавшийся атеистических взглядов. После ужина, поданного во внутреннем дворике дома, Арана вышел на балкон перед собравшимися и начал своё выступление.
Речь произнесённую полностью на баскском языке, Арана начал со слов благодарности за проявленный к его публикации интерес и небольшого экскурса в историю баскско—испанских отношений. Затем он выразил недовольство разрозненностью баскского общества, а именно его разделением на восемь групп: карлистов, интегристов, неоавтономистов, поссибилистов, радикалов, федералистов, консерваторов и сторонников слияния с Испанией. После перечисления этих групп Сабино Арана, используя религиозные термины, подверг их жёсткой критике, назвав их заявления фарсом, а их деятельность антибаскской.
После этого он выразил надежду на то, что Страна Басков однажды станет независимой и поблагодарил своего брата Луиса за то, что тот в 1882 году привил, бывшему в то время карлистом Сабино, идеи национализма. В конце выступления Арана подтвердил свою приверженность национализму басков и попросил прощения за резкие слова, прозвучавшие в его речи.
После окончания выступления, собравшиеся на повышенных тонах начали дискутировать о затронутых в речи религиозных моментах. Позднее речь была опубликована в виде статьи под названием «Ларрасабальская клятва» (исп. Juramento de Larrazabal).